# Moldaukanal
Der Moldau-Schiffahrtskanal Vraňany – Hořín (tschechisch Laterální plavební kanál Mělník–Vraňany) ist ein Seitenkanal für die Schifffahrt im Bereich der Mündung der Moldau in die Elbe. Er befindet sich südwestlich der mittelböhmischen Stadt Mělník in Tschechien, verläuft parallel zur Moldau und ist zehn Kilometer lang. 

## Kanal

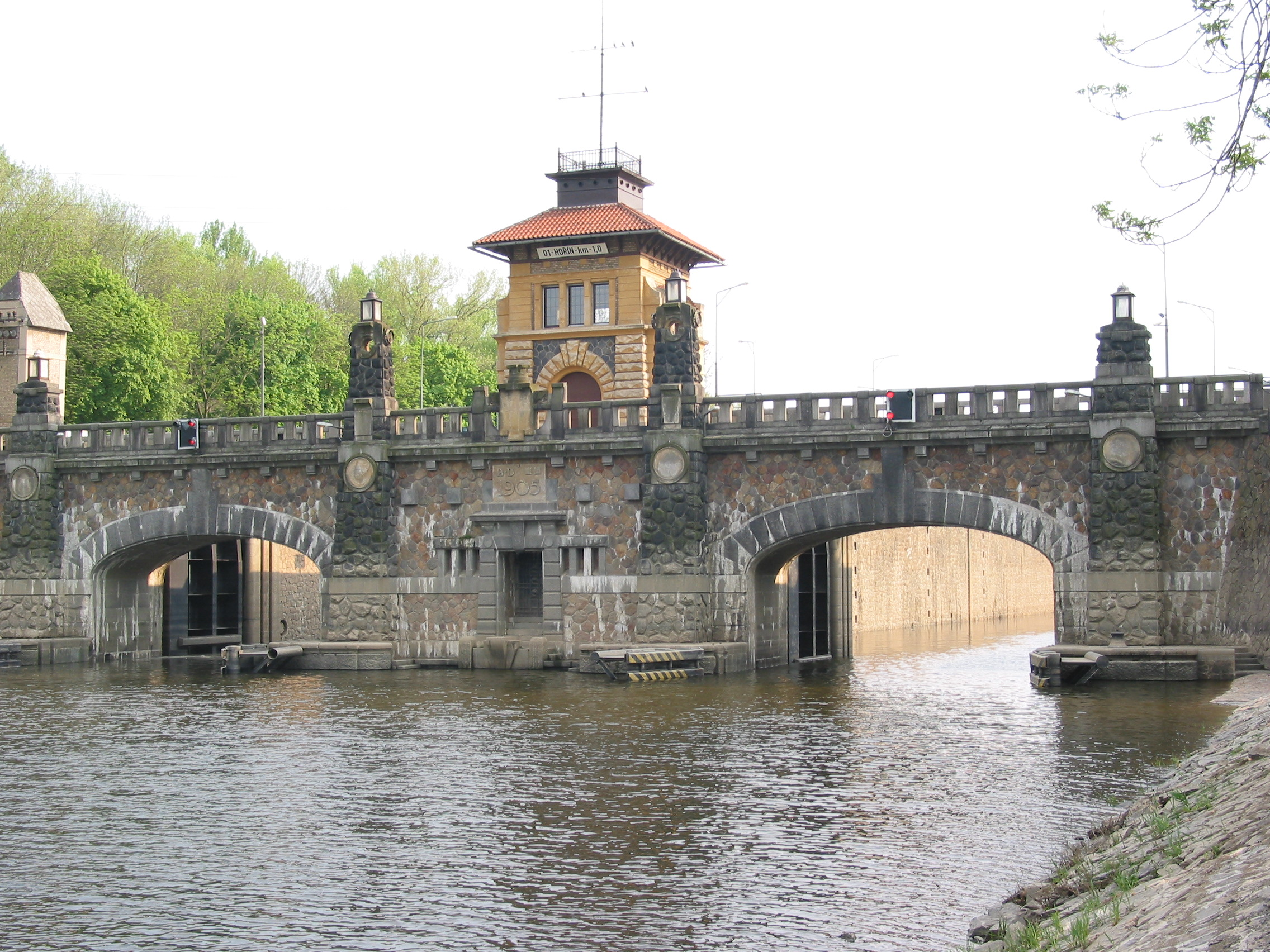
Schleuse bei Hořín

Der Kanal wurde von 1902 bis 1905 errichtet. Neben dem Durchstich und dem Bau der Uferbefestigung war auch der Bau des Wehres von Vraňany (Vraňanský jez) mit einer Bootsgasse am Kanalbeginn notwendig. Am Wehr wurde von 2004 bis 2006 ein Kleinwasserkraftwerk mit waagerecht angebrachter Kaplanturbine gebaut, das eine installierte Spitzenleistung von 2,75 MW besitzt. Über den Kanal wurden Anfang des 20. Jahrhunderts acht Brücken gebaut. 
Bedeutendstes Bauwerk und technisches Denkmal ist die Schleuse von Hořín, eine Zweikammerschleuse mit einem Höhenunterschied von mehr als acht Metern.
Die Schleuse teilt den Kanal in einen Oberlauf und Unterlauf. Der Oberlauf ist 18 bis 36 m breit, 6 km lang und 2,4–3 m tief. Es gibt vier Wendestellen. Am Kanalbeginn sind 12 Meter breite Tore zum Hochwasserschutz errichtet. Der Schiffsverkehr im Kanal verläuft jeweils im Einrichtungssystem, wobei eine Lichtsignalanlage und eine Ausweichstelle in Lužec nad Vltavou existieren. Der Oberlauf wird auch für den Langstrecken-Rudersport genutzt. Der Unterlauf zwischen Hořín und Mělník má ist 18 bis 40 m breit und mehr als 2,5 m tief.
Im Frühjahr 2021 wurde eine neue Brücke im Zuge der Bahnstrecke Vraňany–Lužec nad Vltavou in Lužec nad Vltavou in Betrieb genommen. Als Hubbrücke ausgeführt, ermöglicht sie zukünftig die Durchfahrt von Schiffen mit einer Höhe von 7,5 Metern über Wasserlinie in der Relation von Hamburg nach Prag. Bislang ist der Kanal nur für Schiffe mit einer Höhe von 4,5 Metern zugelassen.
Der Moldau-Radweg führt über die Schleuse Hořín.

## Projekt

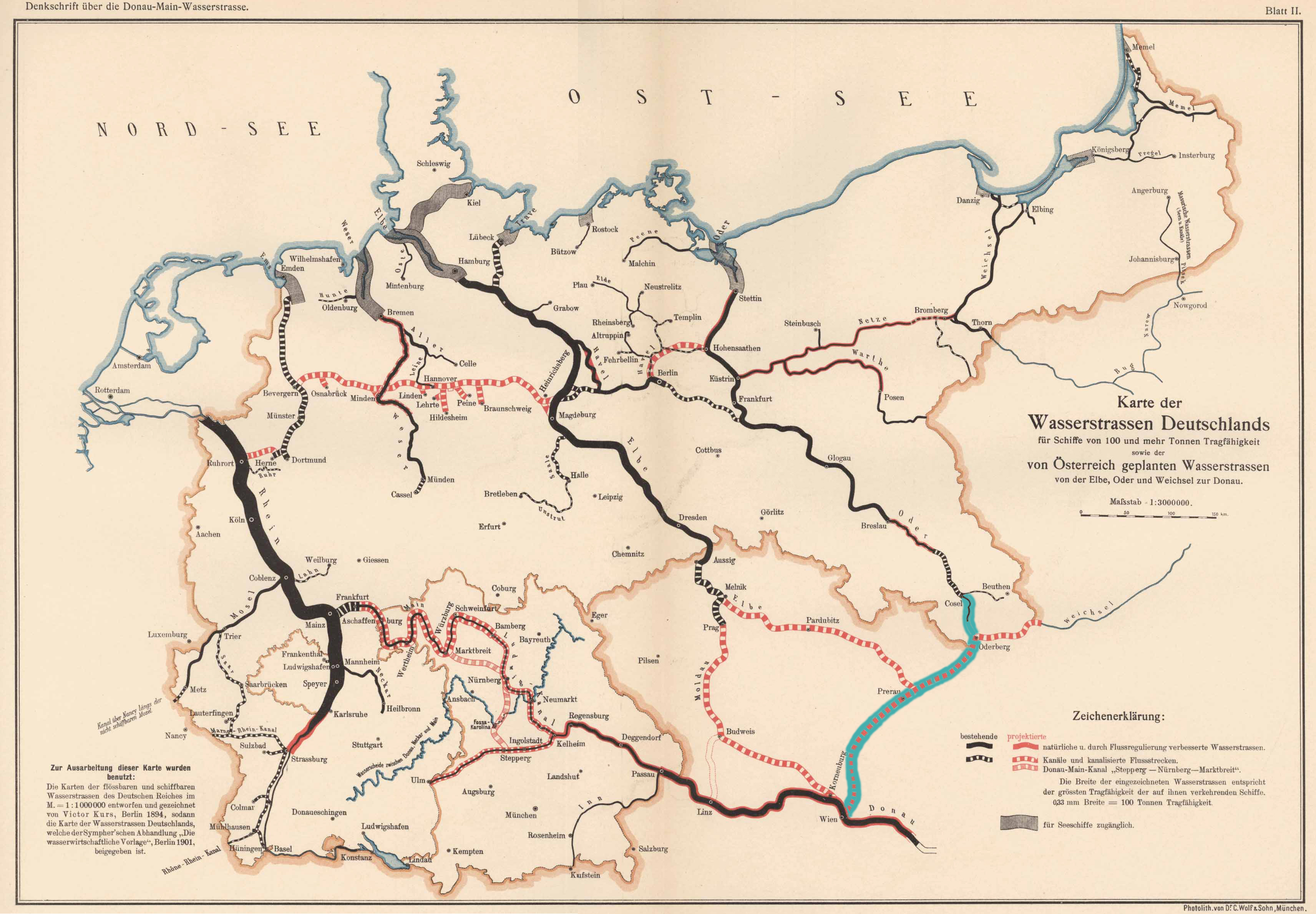
Bestehende und geplante Wasserstraßen (1903)

Der Moldaukanal ist ein realisierter Abschnitt des Donau-Moldau-Elbe-Kanales, der Hamburg, Prag und Klosterneuburg verbinden sollte.